# От колыбели до могилы (Лист)

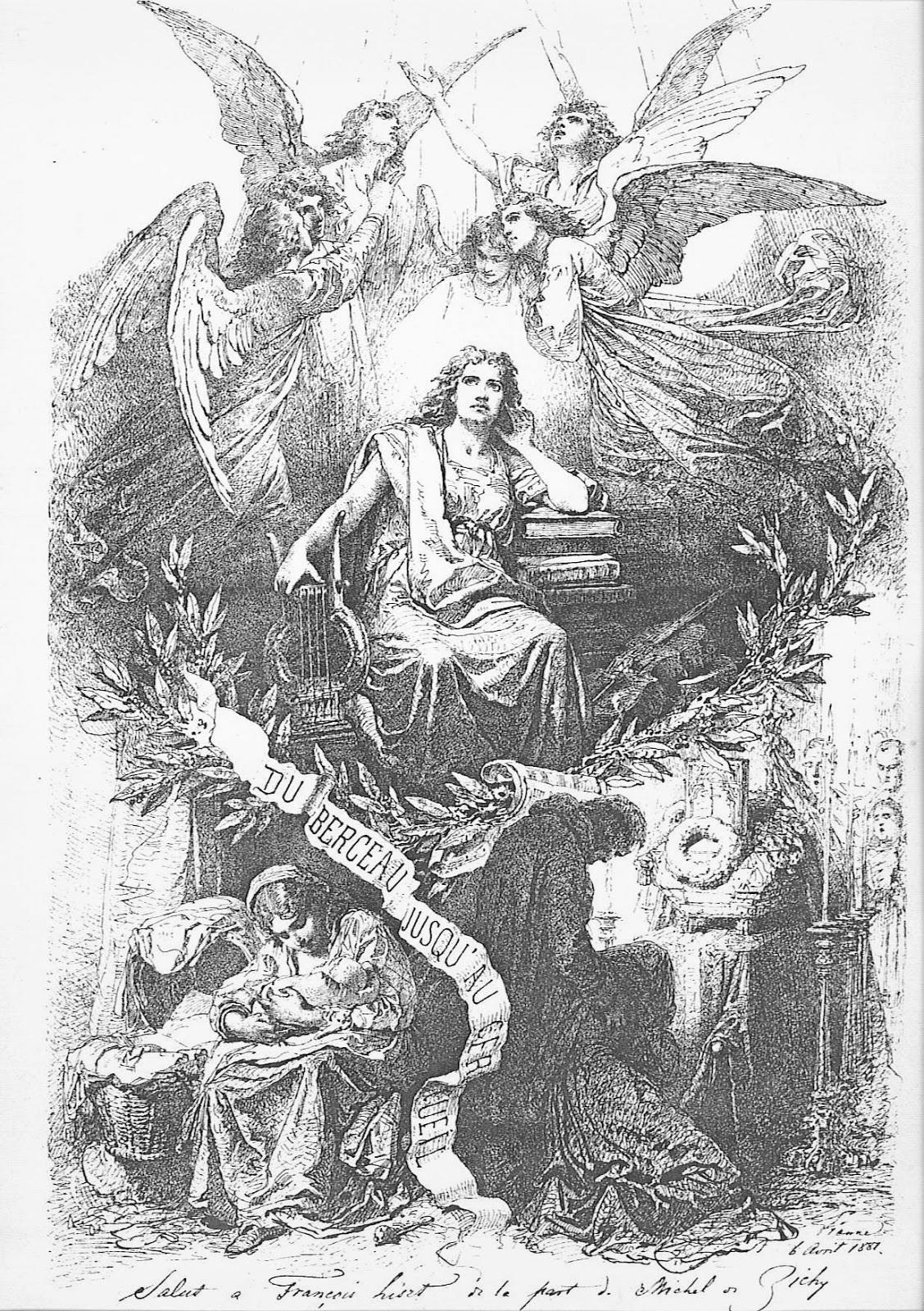
Рисунок Михаила Зичи «От колыбели до могилы»

От колыбели до могилы (нем. Von der Wiege bis zum Grabe, фр. Du berceau jusqu'au cercueil), S. 107 ― последняя, тринадцатая по счёту симфоническая поэма Ференца Листа, сочинённая им в 1881–1882 годах в Риме. 
Произведение было впервые опубликовано издательством Bote & Bock в 1883 году. На написание композиции Листа вдохновил рисунок Михаила (Михая) Зичи.

## Структура
В отличие от предыдущих одночастных поэм Листа, поэма «От колыбели до могилы» имеет три части:
1. Колыбель (Die Wiege)
2. Борьба за существование (Der Kampf ums Dasein)
3. Могила, колыбель загробной жизни (Zum Grabe, die Wiege des zukunftigen Lebens)

Главный музыкальный материал композиции основан на двух простых григорианских мотивах.

## Исполнительский состав
Поэма написана для пикколо, 2 флейт, 2 гобоев, английского рожка, 2 кларнетов, 2 фаготов, 4 валторн, 2 труб, 2 теноровых тромбонов, бас-тромбона, тубы, литавр, тарелок и струнных.
Лист также переложил эту симфоническую поэму для фортепиано в две руки (S. 512) и в четыре руки (S. 598).